# Serra do Ramalho
Serra do Ramalho is een Braziliaanse gemeente in de staat Bahia. De gemeente telt 31.646 inwoners.